# 虞姬 (齊國)
虞姬（？—？），名娟之，中國戰國時代齊威王的姬（夫人以下妾的稱號），為人有賢德，善巧言。生平事跡見載於西漢劉向《列女傳·辯通傳》。

## 生平
虞姬是齊威王的姬妾。齊威王初即位的時候，曾經有一段怠政時期，九年不主事治政，而將大事委託於朝中大臣，故此齊國受到附近諸侯的侵凌。當時齊國佞臣周破胡專權，嫉賢忌能。經常中傷賢良的即墨大夫，而對於無能的阿大夫則日加讚頌。虞姬看到這種情況，便向齊威王說：「周破胡是讒諛小人，必須黜退。齊國境內有一位北郭先生，為人賢明正直，可以置為側近。」周破胡知道這件事後，便散佈謠言指虞姬年幼未成為齊威王的妾時，曾經與北郭先生有私通姦情。齊威王果然對虞姬產生疑忌，下令將虞姬軟禁於九層高臺上，命有司嚴加逼問。周破胡索性賄賂有司主管，要令虞姬罪成，有司主管便胡亂編造一份對虞姬不利的供詞呈給齊威王。
然而齊威王從供詞中看出破綻，於是親自召見虞姬問話，虞姬便向齊威王說：
「臣妾娟之能夠受到父母賜予身體，生於天地之間，來到這顯貴的地方服侍明王（即齊威王），一切起居飲食都侍奉周到，至今已有十多年了。臣妾一片誠心，只想為您訴說真心話，卻被奸邪之徒所排擠，心意湮沒於百重之下，誰知今天大王卻再次召見臣妾更跟臣妾對話。臣妾聽聞玉石掉在泥土裡也不會被污損，柳下惠為寒苦的女人添衣，也不會起淫亂的慾念。這是因為他們一直都積累著清譽，才不會被別人所懷疑。經過瓜田不應整理鞋子，經過李園不應整理頂冠，但臣妾卻沒有避嫌，這是臣妾的第一條罪。後來臣妾受到誣陷被困，有司受奸邪之人唆使賄賂，一番心意被別人遮蔽冒充，不能為自己剖白。臣妾聽說寡婦在城邊大哭，城郭會為之崩塌；亡國的士大夫於市集中感嘆，市集會因而停業。真正發自內心的誠意，可以連城郭和市集都受到感動。然而臣妾所受的冤屈非常明顯，卻只能獨自一人於九層高臺上號哭，都沒有人為臣妾出言救助，這是臣妾的第二條罪。既然臣妾的名譽已受到污損，又背負著這兩條罪名，在情在理都不應再苟存於世。臣妾之所以保留殘命，只是想洗脫污名罷了。冤屈之事自古已有，尹伯奇被放逐在野，申生被迫自殺，二人明明以孝順見稱，卻反而遭到殘害。臣妾既然必須要死，也不願再重複說這些話了，只願大王聽取臣妾最後的勸誡。目前群臣之中，就以周破胡最為奸邪。如果大王您仍不親自主政，國家形勢實在是岌岌可危啊。」
齊威王聽到虞姬的一番肺腑之言後醒悟過來，於是下令釋放虞姬，將虞姬獲釋的消息廣泛發佈於朝中及城中，封即墨大夫為萬戶侯，對周破胡及阿大夫處以烹刑，接著起兵重奪之前被鄰國諸侯所侵攻的土地。齊國上下看到齊威王一連串的積極行動，盡皆震懼，朝中臣僚知道阿大夫被烹殺後，從此不敢掩飾罪行及過錯，各自盡其職、守其分，使齊國得到大治。

## 評價
- 劉向《列女傳·辯通傳·齊威虞姬》：「君子謂虞姬好善。詩云：『既見君子，我心則降。』此之謂也。」又作頌：「齊國惰政，不治九年，虞姬譏刺，反害其身，姬列其事，上指皇天，威王覺寤，卒距強秦。」

## 備註
1. ↑  《列女傳·辯通傳·齊威虞姬》：「虞姬者，名娟之，齊威王之姬也。」
2. ↑  《列女傳·辯通傳·齊威虞姬》：「虞姬謂王曰：『破胡，讒諛之臣也，不可不退。齊有北郭先生者，賢明有道，可置左右。』」
3. ↑  《列女傳·辯通傳·齊威虞姬》：「虞姬對曰：『妾娟之幸得蒙先人之遺體，生於天壤之閒，去蓬廬之下，侍明王之讌，泥附王著，薦床蔽席，供執埽除，掌奉湯沐，至今十餘年矣。惓惓之心，冀幸補一言，而為邪臣所擠，湮於百重之下，不意大王乃復見而與之語。妾聞玉石墜泥不為汙，柳下覆寒，女不為亂。積之於素雅，故不見疑也。經瓜田不躡履，過李園不正冠，妾不避，此罪一也。既陷難中，有司受賂，聽用邪人，卒見覆冒，不能自明。妾聞寡婦哭城，城為之崩。亡士歎市，市為之罷。誠信發內，感動城市。妾之冤明於白日，雖獨號於九層之內，而眾人莫為豪釐，此妾之罪二也。既有汙名，而加此二罪，義固不可以生。所以生者，為莫白妾之汙名也。且自古有之，伯奇放野，申生被患。孝順至明，反以為殘。妾既當死，不復重陳，然願戒大王，群臣為邪，破胡最甚。王不執政，國殆危矣。』」